# Lactobacillus brevis
Lactobacillus brevis és una espècie de bacteri de la família Lactobacillaceae, del gènere Lactobacillus que es pot trobar en molts ambients diferents i en aliments fermentats com el sauerkraut, el quefir i els cogombres. També és una de les causes més comunes del deteriorament d'aliments i begudes, com la cervesa.
Amb relació a la seva microbiologia, és un bacteri d'àcid làctic heterofermentatiu, grampositiu i creix de manera òptima a 30 °C i pH entre 4 i 6.
Té aplicacions farmacèutiques i mèdiques, atès que la seva ingestió millora el sistema immunitari humà, i ha estat objecte de diverses patents per al seu ús en bioteràpia.
Els principals metabòlits durant la fermentació de Lactobacillus brevis són CO2, àcid làctic i àcid acètic o etanol. S'ha trobat que les soques de L. brevis i L. hilgardii produeixen amines biogèniques tiramina i feniletilamina.

## Característiques morfològiques
La morfologia dels Lactobacillus és molt àmplia. La longitud dels bacils i el grau de curvatura depenen del temps del cultiu, la composició del medi (per exemple, la disponibilitat d'èsters d'àcid oleic) i de la tensió d'oxigen. No obstant això, les principals diferències morfològiques entre les espècies solen ser distingibles.
Algunes espècies de Lactobacillus productores de gas, com és el cas del L. brevis, sempre presenten una mescla de bacils llargs i curts. En la seva morfologia generalment predominen bacils amb extrems rodons, bacteris heterofermentatius no mòbils de 0,7-1 μm x 2-4 μm individuals o en cadenes curtes, i formació de petites colònies de 2-5 mm.

## Hàbitat
Lactobacillus brevis es pot trobar en una gran varietat de nínxols ecològics que inclouen productes làctics, el vi, els insectes, el material vegetal, les aigües residuals, cereals, productes fermentats, excrements, així com la boca i el tracte gastrointestinal dels humans i les rates.

### Fermentacions

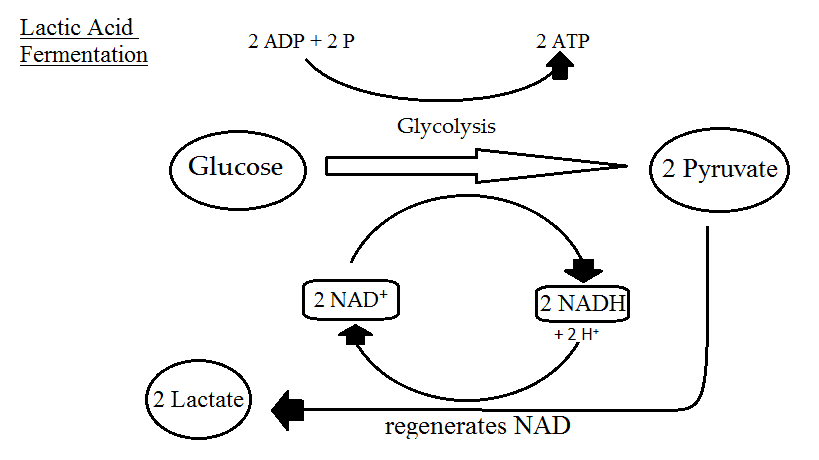
Figura 1: Fermentació dels bacteris d'àcid làctic

#### Whisky

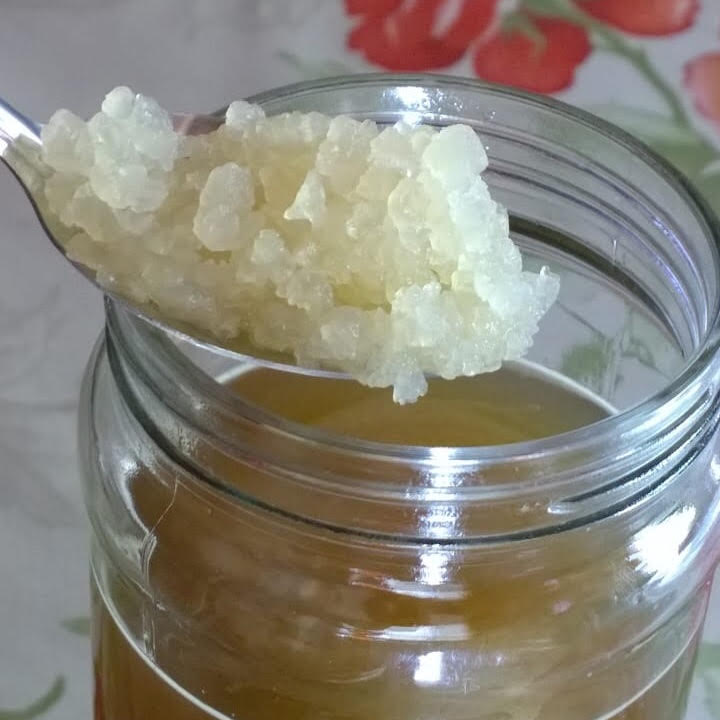
Figura 2: Grans de quefir d’aigua

### Aplicacions industrials

Figura 3: Estructura molecular de l’àcid γ-aminobutíric.